# محمد الصاعدي
محمد أحمد الصاعدي مواليد 17 نوفمبر 2005 في السعودية، هو لاعب كرة قدم سعودي يلعب لنادي الحزم.

## مسيرة اللاعب
لعب في الفئات السنية في نادي أحد وانتقل إلى نادي الحزم في عام 2023.